# Polizei (Rumänien)

Signet der Poliția Română

Signet der Jandarmeria

Die Polizei in Rumänien ist aufgeteilt in die beiden großen Polizeikräfte Rumäniens.

## Geschichte
Die Sozialistische Republik Rumänien, die bis 1989 bestand, war geprägt von interner Repression. Die Securitate (offiziell Departamentul Securității Statului, dt. Abteilung für Staatssicherheit) war ab 1948 in Rumänien zugleich Nachrichtendienst und Geheimpolizei. Bei ihrer Auflösung im Jahr 1990 gab es schätzungsweise 40.000 offizielle und 400.000 inoffizielle Mitarbeiter. Die Nachfolgeorganisation ist der Rumänische Informationsdienst (SRI, Serviciul român de informații). Die beiden großen zivilen Polizeikräfte Rumäniens, Jandarmeria Română und Poliția Română wurden nach dem Ende der Sozialistischen Republik im Jahr 1990 gegründet.
Korruption und Amtsmissbrauch in Rumänien gelten als strukturelles Massenphänomen. So verkündete Innenminister Traian Igaș (PD-L) 2011, dass mehr als 30.000 Beamte im Bereich des rumänischen Innenministeriums, vor allem Polizisten, ihre Stelle „über Beziehungen“ erhalten hätten. Er kündigte die Entlassung von rund 10.000 Beamten an, doch bleibe die Angelegenheit „ein gravierendes Problem, […] denn gemäß allen Evaluationskriterien ist die Anzahl derer, die schwach vorbereitet sind, höher als 10.000“, so Igas.
Der Fall einer offenbar verschleppten 15-Jährigen sorgte 2019 in Rumänien für große Bestürzung und für Kritik aufgrund polizeilicher Inkompetenz. Staatspräsident Klaus Iohannis sah in dem Fall ein Zeichen dafür, dass aufgrund korrupter Praktiken inkompetente Menschen bei der Polizei arbeiten dürfen. „Solange Korruption, Inkompetenz und die Beförderung aufgrund anderer Kriterien als Fachkenntnis von politischen Entscheidern gefördert werden, leidet die ganze Gesellschaft“, schrieb der Präsident.

## Polizeikräfte
Die beiden großen Polizeikräfte sind: 
- die Poliția Română: Sie ist die nationale Polizeieinheit Rumäniens mit ca. 44.000 Mitgliedern. Sie untersteht direkt dem Innenministerium und wurde in dieser Form 1990 gegründet. Territorial ist sie in Direktionen für die 41 Kreisen (Județe) und eine Direktion für die Hauptstadt Bukarest eingeteilt.  Die Poliția Română ist für die Einhaltung der geltenden Gesetze, den Schutz der Bevölkerung und die Aufrechterhaltung der öffentlichen Sicherheit im ganzen Land zuständig. Jede Kreispolizeidirektion verfügt über eine schnelle Eingreiftruppe (Detașamentul de Poliție pentru Intervenție Rapidă). Die ähnliche Einheit bei der Bukarester Polizei heißt Serviciul de Poliție pentru Intervenție Rapidă (Schneller Eingreifdienst der Polizei).
- die Jandarmeria Română: Sie ist die nationale Gendarmerie Rumäniens, die ebenfalls dem Innenministerium unterstellt und die Zuständigkeit für den Polizeidienst vor allem in ländlichen Gebieten hat. Sie ist nicht mehr für die rumänischen Streitkräfte zuständig. Diese Aufgabe liegt bei der Militärpolizei (Poliţia Militară), die den rumänischen Landstreitkräften (Forțele Terestre Române) unterstellt ist.

Daneben bestehen Stadtpolizeien in größeren Städten wie die Politia Locala Bucuresti in der Hauptstadt Bukarest.
Die Polizei ist unter der nationalen Polizei-Notrufnummer 955 oder unter der Euronotrufnummer 112 erreichbar.

## Kennzeichnungspflicht
Siehe auch
Die Polizisten tragen im Rahmen der Kennzeichnungspflicht ein Namensetikett und eine Identifikationsnummer sichtbar an ihrer Uniform. Ausnahmen gelten für Zivilstreifen, die nach speziellen gesetzlichen Vorgaben von der Kennzeichnungspflicht befreit sind und für den Einsatz in geschlossenen Einheiten, bei denen ebenfalls von der Kennzeichnungspflicht abgewichen werden kann.
Diese Regelung ist gültig für die verschiedenen Einheiten der nationalen Polizei. 

## Organisation
Sowohl Jandarmeria Română und Poliția Română sind dem Innenministerium unterstellt. Territorial sind beide Polizeibehörden in Inspektorate bzw. Direktionen für die 41 Kreisen (Județe) und je eine Direktion für die Hauptstadt Bukarest eingeteilt. Beide Polizeibehörden unterhalten Eingreiftruppen und Bereitschaftsverbände. Der Poliția Română ist seit 2002 auch die rumänische Grenzpolizei (Poliția de Frontieră Română) zugeordnet. Die Jandarmeria ist die zuständige Alpinpolizei.
Inspector-General der Jandarmeria ist aktuell Brigadegeneral Alin-Ionel Mastan, Chestor de poliție (Generalinspekteur der Polizei) ist Benone-Marian Matei.